# Тернакалов, Саркис Артёмович
Сарки́с Артёмович Тернака́лов (?, Армения — 12.9.38, Москва) — деятель органов юстиции СССР, председатель Спецколлегии Верховного Суда Армянской ССР. Входил в состав особой тройки НКВД СССР, внесудебного и, следовательно, не правосудного органа уголовного преследования.

## Биография
Саркис Артёмович Тернакалов родился в Армении. Большая часть его трудовой биографии была связана с работой в органах советской юстиции. В 1936-1937 годах занимал пост Председателя Спецколлегии Верховного Суда Армянской ССР. Этот период отмечен вхождением в состав особой тройки, созданной по приказу НКВД СССР от 30.07.1937 № 00447 и активным участием в сталинских репрессиях.

## Завершающий этап
Арестован 3 января 1938 года. Приговорён ВКВС СССР по сталинским расстрельным спискам к ВМН 12 сентября 1938 года. Расстрелян в день вынесения приговора в Москве.